# Bathydraco
Bathydraco Günther, 1878 è un genere di pesci marini della famiglia dei Batidraconidi (Bathydraconidae), i pesci drago antartici, originari dell'Oceano Australe.

## Tassonomia
Il genere Bathydraco venne istituito nel 1878 dall'ittiologo britannico di origine tedesca Albert Günther come genere monotipico comprendente la sola specie B. antarcticus, che era stata raccolta durante la spedizione Challenger a sud dell'isola Heard. Il nome del genere è formato dall'unione delle parole bathy, che significa «profondo», in quanto l'olotipo di B. antarcticus era stato raccolto a 2304 m di profondità, e draco, cioè «drago», un suffisso comunemente usato per i Nototenioidi.

## Specie
Attualmente in questo genere vengono classificate cinque specie:
- Bathydraco antarcticus Günther, 1878;
- Bathydraco joannae H. H. DeWitt, 1985;
- Bathydraco macrolepis Boulenger, 1907;
- Bathydraco marri Norman, 1938;
- Bathydraco scotiae Dollo, 1906.